# Lista de Bispos da diocese de Lins
Essa é uma lista dos Bispos da diocese de Lins, no Estado de São Paulo, desde a nomeação de seu priemiro Bispo, Dom Ático Eusébio da Rocha, Nomeado pelo Papa Pio XI, em 1928.
| Nº | Nome                                    | Retrato | Início do Mandato      | Fim do Mandato         | Notas                                                   |
| 1  | Àtico Eusébio da Rocha                  |         | 17 de dezembro de 1928 | 16 de dezembro de 1935 | Nomeado Arcebispo de Curitiba                           |
| 2  | Henrique César Fernandes Mourão, S.D.B. |         | 16 de dezembro de 1935 | 29 de março de 1945    |                                                         |
|    | Monsenhor Victor Ribeiro Mazzei         |         | 29 de março de 1945    | 29 de maio de 1948     | Responsável pela Diocese durante o período de vacância. |
| 3  | Henrique Gelain                         |         | 29 de maio de 1948     | 27 de julho de 1964    |                                                         |
| 4  | Padro Paulo Koop, M.S.C.                |         | 27 de julho de 1964    | 11 de outubro de 1980  |                                                         |
| 5  | Luiz Colussi                            |         | 11 de outubro de 1980  | 5 de dezembro de 1983  | Nomeado Bispo de Caçador - SC                           |
| 6  | Walter Bini, S.D.B.                     |         | 14 de março de 1984    | 26 de novembro de 1987 |                                                         |
| 7  | Irineu Danelon, S.D.B.                  |         | 26 de novembro de 1987 | 30 de setembro de 2015 | Bispo Emérito de Lins                                   |
| 8  | Francisco Carlos da Silva               |         | 30 de setembro de 2015 | 26 de junho de 2024    | Nomeado Bispo de Jaú - SP                               |
| 9  | João Giberto de Moura                   |         | 30 de Outubro de 2024  | Atualidade             | [ 6 ]                                                   |